# Сросткинская культура
Сросткинская культура — археологическая культура IX—X веков на территории Северного Алтая и южных районов Западной Сибири. Названа по Сросткинскому могильнику в селе Сростки у города Бийск в Алтайском крае. 
Выделил впервые М. П. Грязнов, собравший в 1930 году все известные к тому времени материалы типа Сросткинского могильника.

## Область распространения
Западные и северные предгорья Алтайской горной системы с прилегающими лесостепными районами юга Западной Сибири.

## Этническая атрибуция
Принадлежность сросткинской культуры определяется в литературе по-разному:
- по М. П. Грязнову «сросткинская культура на Алтае представляет собой продукт местного развития и что примерно в VIII в. население с этой культурой распространилось на север по лесостепным районам Оби» (Грязнов, 1956, с. 151);
- по А. А. Гавриловой сросткинская культура сложилась вне Алтая;
- по Ф. X. Арслановой она — результат взаимовлияния местных племён и енисейских кыргызов;
- по В. А. Могильникову — тюркизируемый угро-самодийский субстрат (Могильников, 1979, с. 61);
- по Д. Г. Савинову — кимако-кыпчакское население в широком, этнокультурном значении термина (Савинов, 1973). [1]